# Vibrissomyia lineolata
Vibrissomyia lineolata là một loài ruồi trong họ Tachinidae.